# Fryderyk dla autora / autorki / teamu autorskiego roku
Fryderyk dla autora / autorki / teamu autorskiego roku – polska nagroda muzyczna Fryderyk, przyznawana corocznie w latach 1995–2012 i 2019–2024 w sekcji muzyki rozrywkowej w kategorii autor / autorka / team autorski roku. Honorowała autorów tekstów (solowych lub grupowo) za całokształt działalności w danym roku. Fryderyki są przyznawane od 1995 przez Związek Producentów Audio-Video (ZPAV) za osiągnięcia w rodzimym przemyśle muzycznym. Od 2000 za wyłanianie nominowanych, a następnie laureatów odpowiedzialna jest powołana przez ZPAV Akademia Fonograficzna.
Kategoria została wprowadzona podczas pierwszej edycji, Fryderyków 1994, pod nazwą najlepszy autor. W edycjach od 1995 do 2012 nazywała się autor roku. W edycji 2013 została wycofana w związku ze zmniejszeniem liczby kategorii, a autorzy zaczęli być nominowani i nagradzani za konkretne utwory w kategorii utwór roku. W edycji 2019 powróciła, a w edycji 2022 zmieniła nazwę na autor / autorka / team autorski roku. W edycji 2025 została ponownie wycofana.
Najwięcej nominacji (12) i nagród (7) w kategorii otrzymała Katarzyna Nosowska. Kazik Staszewski wygrał 4 nagrody, zaś Lech Janerka 2.

## Laureaci i nominowani
| Rok          | Zdjęcie                                                                                 | Laureat                  | Pozostałe nominacje | Źr.    |
| ------------ | --------------------------------------------------------------------------------------- | ------------------------ | --- | ------ |
| 1994         |                                                                                         | Kazik Staszewski         | - Edyta Bartosiewicz - Kora - Lech Janerka - Muniek Staszczyk                                                                                         | [ 6 ]  |
| 1995         | - Anita Lipnicka - Edyta Bartosiewicz - Katarzyna Nosowska - Robert Gawliński           | Kazik Staszewski         | [ 7 ] |        |
| 1996         |                                                                                         | Katarzyna Nosowska       | - Agnieszka Chylińska - Anita Lipnicka - Kora - Maciej Maleńczuk                                                                                      | [ 8 ]  |
| 1997         |                                                                                         | Kayah                    | - Andrzej Mogielnicki - Edyta Bartosiewicz - Kazik - Maciej Maleńczuk                                                                                 | [ 9 ]  |
| 1998         |                                                                                         | Kazik Staszewski         | - Agnieszka Chylińska - Edyta Bartosiewicz - Grzegorz Ciechowski - Tymon Tymański                                                                     | [ 10 ] |
| 1999         | - Agnieszka Chylińska - Edyta Bartosiewicz - Grzegorz Ciechowski - Kayah                | Kazik Staszewski         | [ 11 ] |        |
| 2000         |                                                                                         | Katarzyna Nosowska       | - Andrzej Mogielnicki - Beata Kozidrak - Kayah - Robert Friedrich                                                                                     | [ 12 ] |
| 2001         |                                                                                         | Grzegorz Ciechowski      | - Artur Rojek - Jacek Cygan - Katarzyna Nosowska - Muniek Staszczyk                                                                                   | [ 13 ] |
| 2002 (remis) |                                                                                         | Lech Janerka             | - Kasia Klich - Kasia Kowalska - Katarzyna Nosowska                                                                                                   | [ 14 ] |
| 2002 (remis) | Robert Gawliński                                                                        |                          | - Kasia Klich - Kasia Kowalska - Katarzyna Nosowska                                                                                                   | [ 14 ] |
| 2003         |                                                                                         | Adam Nowak               | - Kayah - Maciej Maleńczuk, Franz Dreadhunter i Andrzej Bieniasz - Katarzyna Nosowska - Marcin Rozynek                                                | [ 15 ] |
| 2004         |                                                                                         | Sidney Polak             | - Ania Dąbrowska - Andrzej Mogielnicki - Kasia Kowalska - Natalia Przybysz                                                                            | [ 16 ] |
| 2005         |                                                                                         | Katarzyna Nosowska       | - Kayah - Lech Janerka - Maria Peszek - Magda Wójcik                                                                                                  | [ 17 ] |
| 2006         | - Ania Dąbrowska - Zbigniew Książek - Andrzej Piaseczny - Wojciech Waglewski            | Katarzyna Nosowska       | [ 18 ] |        |
| 2008         | - Adam Nowak - Ania Dąbrowska - Maciej Maleńczuk - Tomasz Lipnicki - Wojciech Waglewski | Katarzyna Nosowska       | [ 19 ] |        |
| 2009         |                                                                                         | Maria Peszek             | - Ania Dąbrowska - Kapela ze Wsi Warszawa - L.U.C. - Wojciech Waglewski                                                                               | [ 20 ] |
| 2010         |                                                                                         | Katarzyna Nosowska       | - Andrzej Piaseczny - BiFF - Kayah - Tomasz Lipnicki - Maciej Maleńczuk                                                                               | [ 21 ] |
| 2011         |                                                                                         | Wojciech Młynarski       | - Adam Nowak - Czesław Mozil - Monika Brodka - Wojciech Waglewski                                                                                     | [ 22 ] |
| 2012         |                                                                                         | Katarzyna Nosowska       | - Ania Rusowicz - Fisz - Julia Marcell - Olaf Deriglasoff                                                                                             | [ 23 ] |
| 2019         |                                                                                         | Dawid Podsiadło          | - Kasia Lins - Katarzyna Nosowska - Krzysztof Zalewski i Dawid Podsiadło - Patryk Kumór, Michał Pietrzak, Dominic Buczkowski-Wojtaszek i Jan Bielecki | [ 24 ] |
| 2020         |                                                                                         | Błażej Król              | - Baranovski - Daria Zawiałow - Dominic Buczkowski-Wojtaszek, Patryk Kumór i Lanberry - Muniek Staszczyk                                              | [ 25 ] |
| 2021         |                                                                                         | Krzysztof Zalewski       | - Daria Zawiałow, Król i Igo - Grzegorz Hyży - Kayah, Lanberry, Dominic Buczkowski-Wojtaszek i Patryk Kumór - sanah                                   | [ 26 ] |
| 2022         |                                                                                         | Fisz                     | - Daria Zawiałow - Michał Wiraszko - sanah - Sobel | [ 27 ] |
| 2023         |                                                                                         | Mrozu i Arkadiusz Sitarz | - Dawid Podsiadło - Ralph Kaminski - Rubens - sanah                                                                                                   | [ 28 ] |
| 2024         |                                                                                         | Lech Janerka             | - Daria Zawiałow - Hania Rani - sanah - Vito Bambino                                                                                                  | [ 29 ] |

## Statystyki
| Liczba | Osoba/zespół       | Lata                                     |
| ------ | ------------------ | ---------------------------------------- |
| 7      | Katarzyna Nosowska | 1996, 2000, 2005, 2006, 2008, 2010, 2012 |
| 4      | Kazik Staszewski   | 1994, 1995, 1998, 1999                   |
| 2      | Lech Janerka       | 2002, 2024                               |

| Liczba | Osoba/zespół                 | Lata                                                                   |
| ------ | ---------------------------- | ---------------------------------------------------------------------- |
| 12     | Katarzyna Nosowska           | 1995, 1996, 2000, 2001, 2002, 2003, 2005, 2006, 2008, 2010, 2012, 2019 |
| 7      | Kayah                        | 1997, 1999, 2000, 2003, 2005, 2010, 2021                               |
| 5      | Edyta Bartosiewicz           | 1994, 1995, 1997, 1998, 1999                                           |
| 5      | Kazik Staszewski             | 1994, 1995, 1997, 1998, 1999                                           |
| 5      | Maciej Maleńczuk             | 1996, 1997, 2003, 2008, 2010                                           |
| 4      | Ania Dąbrowska               | 2004, 2006, 2008, 2009                                                 |
| 4      | Daria Zawiałow               | 2020, 2021, 2022, 2024                                                 |
| 4      | Lech Janerka                 | 1994, 2002, 2005, 2024                                                 |
| 4      | sanah                        | 2021, 2022, 2023, 2024                                                 |
| 4      | Wojciech Waglewski           | 2006, 2008, 2009, 2011                                                 |
| 3      | Adam Nowak                   | 2003, 2008, 2011                                                       |
| 3      | Agnieszka Chylińska          | 2006, 2008, 2009                                                       |
| 3      | Andrzej Mogielnicki          | 1997, 2000, 2004                                                       |
| 3      | Dawid Podsiadło              | 2019 (×2), 2023                                                        |
| 3      | Dominic Buczkowski-Wojtaszek | 2019, 2020, 2021                                                       |
| 3      | Grzegorz Ciechowski          | 1998, 1999, 2001                                                       |
| 3      | Muniek Staszczyk             | 1994, 2001, 2020                                                       |
| 3      | Patryk Kumór                 | 2019, 2020, 2021                                                       |